# Periscepsia spathulata
Periscepsia spathulata är en tvåvingeart som först beskrevs av Fallen 1820.  Periscepsia spathulata ingår i släktet Periscepsia och familjen parasitflugor. Inga underarter finns listade i Catalogue of Life.